# De åtta bergen
De åtta bergen (italienska: Le otto montagne) är en italiensk dramafilm från 2022. Den är regisserad av Felix Van Groeningen och Charlotte Vandermeersch, som även skrivet manuset utifrån romanen med samma namn av Paolo Cognetti.
Filmen skildrar en vänskap mellan två män som tillbringar sin barndom tillsammans i en avlägsen by i Alperna och som senare möts igen som vuxna.
Filmen hade premiär vid filmfestivalen i Cannes 2022, där den vann jurypriset. Den vann även priset David di Donatello för bästa film.

## Rollista (i urval)
| Luca Marinelli    | – Pietro |
| Alessandro Borghi | – Bruno  |